# 斯蒂芬妮·考克斯
斯蒂芬妮·考克斯（英語：Stephanie Cox，1986年4月3日—），旧姓洛佩斯（Lopez），美国女子足球运动员。她曾代表美国国家队参加2008年夏季奥林匹克运动会足球比赛，获得一枚金牌。